# Menhir von Dannenfels
Der Menhir von Dannenfels (auch als Hinkelstein oder Hünestaa bezeichnet) ist ein möglicher Menhir am Osthang des Donnersbergs bei Dannenfels im Donnersbergkreis in Rheinland-Pfalz.

## Lage und Beschreibung
Der Menhir befindet sich im Wald etwa 500 m westlich von Dannenfels am Osthang des Donnersbergs im sogenannten „Bärenloch“. Er liegt direkt auf einem Waldweg. Etwa 50 m westlich führt eine Straße vorbei. 600 m südwestlich liegt weiter den Berg hinauf eine keltische Ringwallanlage aus dem 2. Jahrhundert v. Chr.
Der umgefallene Menhir besteht aus örtlich vorkommendem Gestein. Er hat eine Höhe von 150 cm, eine Breite von 90 cm und eine Tiefe von 60 cm. Er ist prismenförmig und besitzt einen dreieckigen Querschnitt. Ernst Christmann hielt es für möglich, dass er ursprünglich vom nahe gelegenen Ringwall stammt. Da er keinerlei Bearbeitungsspuren aufweist, besteht nach Johannes Groht aber auch die Möglichkeit, dass es sich lediglich um einen natürlichen Stein handelt, der sich vom anstehenden Fels gelöst hat.